# John Baker Holroyd (1er comte de Sheffield)
John Baker Holroyd, 1er comte de Sheffield (21 décembre 1735 - 30 mai 1821) est un homme politique anglais originaire d'une famille du Yorkshire, dont une branche s'est installée dans le Royaume d'Irlande.

## Biographie
Son grand-père Isaac Holroyd (1643-1706) est un marchand qui émigre en Irlande après la Restauration. Son père Isaac Holroyd (1708-1778) vit à Dunamore dans le comté de Meath. John, le fils aîné, prend d'abord le nom de Baker en héritant des domaines de son oncle, James Baker, en 1768 et ajoute Holroyd à la mort de son propre père en 1778.
Ayant servi dans l'armée jusqu'en 1763, il voyage pendant un certain temps sur le continent où il se lie d'amitié avec l'écrivain et historien Edward Gibbon, plus tard l'auteur de Histoire de la décadence et de la chute de l'Empire romain. À son retour, il utilise sa richesse pour acheter en 1769 la maison de campagne de Sheffield Place dans le Sussex à Lord De La Warr. En 1780, il est élu pour représenter Coventry à la Chambre des communes, où il s'oppose au lord anti-catholique George Gordon et aux Gordon Riots.

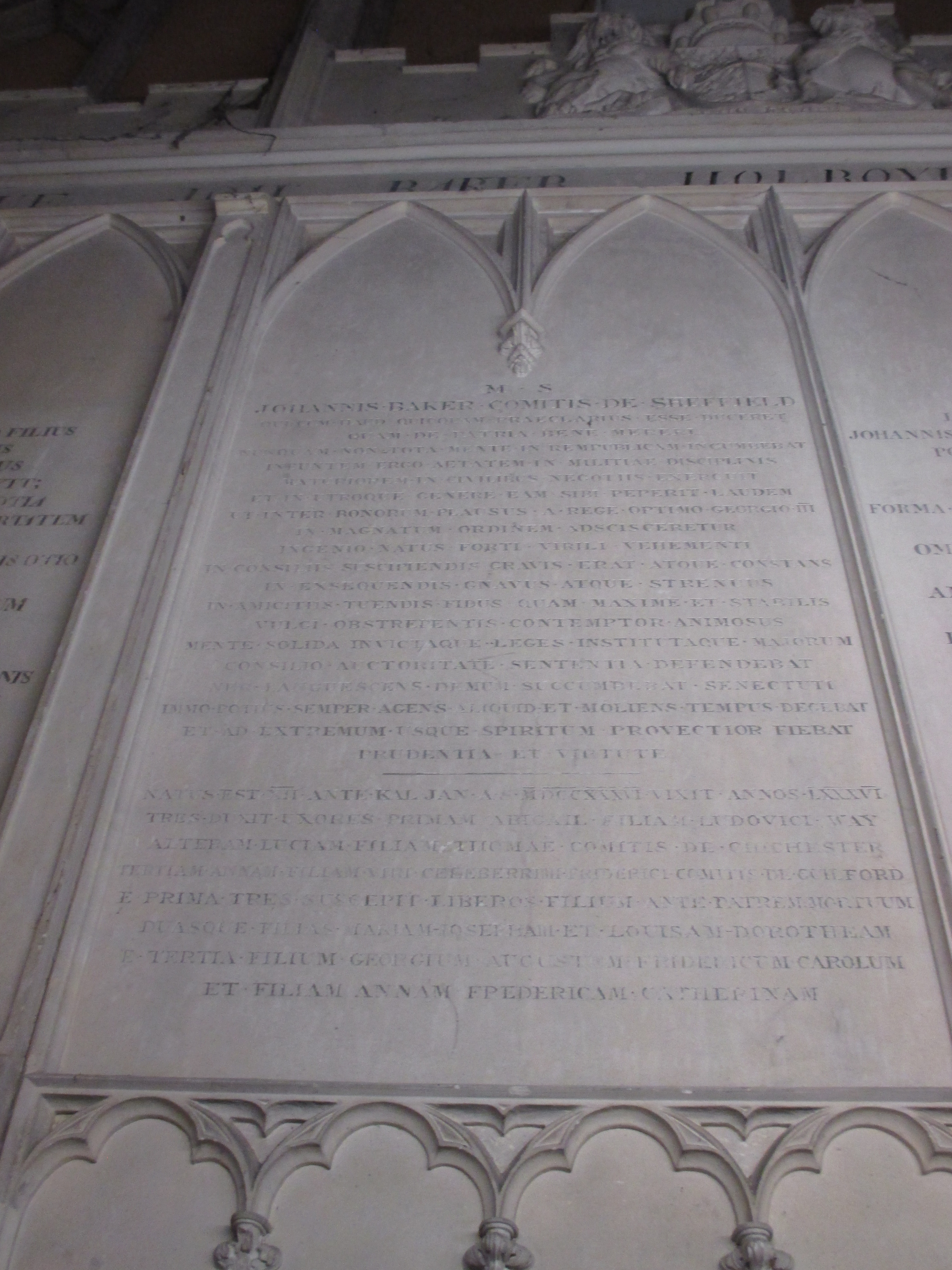
Plaque commémorative de Holroyd sur le mausolée familial de l' église paroissiale de Fletching

En 1781, il est créé pair d'Irlande avec le titre de baron Sheffield, de Dunamore dans le comté de Meath, et en 1783 est créé baron Sheffield, de Roscommon dans le comté de Roscommon, avec un reste spécial en faveur de ses filles. En tant que pair irlandais, il continue sa carrière parlementaire et il est réélu à Coventry en 1781 et à Bristol en 1790. Sa carrière parlementaire prend fin en 1802, quand il est créé pair du Royaume-Uni comme baron Sheffield, de Sheffield dans le comté de York. En 1816, il est créé vicomte Pevensey et comte de Sheffield dans la pairie d'Irlande.
En 1783, il est élu membre de la Royal Society. En 1790, il publie des Observations sur le projet d'abolition de la traite des esclaves, dans lesquelles, conformément aux opinions de sa classe et de son époque, il adopte une position conservatrice sur l'esclavage, condamnant la «manière inconsidérée et irréalisable dont une grande partie de la communauté professe une disposition à libérer les nègres de l'esclavage. " Craignant d'interférer avec le droit des esclavagistes à leur «propriété» humaine, il affirme que «rien n'est plus vain et vide que l'idée que la législature britannique pourrait immédiatement abolir l'esclavage», et loue ce qu'il percevait comme la «disposition montrée par le Assemblées antillaises pour faire tout ce qui pourrait être suggéré pour l'avantage des nègres ».
Il épouse Abigail Way, fille de Lewis Way de Richmond, Surrey avec qui il a un fils et 2 filles. Abigail est morte en 1793 et il se remarie à Anne North (1782? - 18 janvier 1832), la fille de l'ancien premier ministre Frederick North le 20 janvier 1798.
Le comte est mort en 1821 et est enterré dans le mausolée de la famille Sheffield dans le transept nord de l'église de St Mary et St Andrew, Fletching, East Sussex. Quand Edward Gibbon meurt en 1794 alors qu'il rendait visite au comte, lui aussi est enterré dans le même mausolée en signe de respect. La famille Holroyd est commémorée dans les panneaux environnants. Le fils et le petit-fils du comte lui ont succédé à leur tour en tant que deuxième et troisième comtes de Sheffield, ce dernier étant un mécène bien connu du cricket et à la mort duquel le comté a disparu.
La fille du 1er comte de Sheffield, Maria Josepha, épouse John Stanley (1er baron Stanley d'Alderley) en 1796, et donc la baronnie irlandaise, sous le reste spécial, passe plus tard à Edward Stanley (4e baron Stanley d'Alderley), qui devient ainsi le quatrième baron Sheffield.

## Carrière militaire
En 1760, à son entrée dans l'armée, il dirige une infanterie légère montée appelée les Royal Foresters sous le commandement de John Manners, marquis de Granby. Après la courte guerre, il est promu au grade de capitaine.
Il reprend du service comme major et atteint le grade de colonel lorsqu'il recrute le 22e régiment de dragons légers, pendant la guerre anglo-française.

## Ouvrages et publications
En 1783, il rédige ses opinions sur l'état du commerce et du commerce entre la Grande-Bretagne et son ancien sujet l'Amérique. La brochure Observations sur le commerce des États américains (Dublin, 1783), qui parait en six éditions, fait une analyse comparative du calendrier des exportations et des importations entre deux pays.
Dans Observations on the Manufactures, Trade, and Present State of Ireland (Londres, 1785), il parle du libre-échange et des raisons pour lesquelles l'Irlande et la Grande-Bretagne ne devraient pas poursuivre leur guerre tarifaire sur leurs produits respectifs comme la laine, la laine, les produits du bétail, la pêche et une variété de produits manufacturés.
En 1803, il est président du Conseil de l'agriculture et lui-même agriculteur, considéré comme une autorité en matière de culture des terres.

## Sources
- Kidd, Charles, Williamson, David (éditeurs). Peerage and Baronetage de Debrett (édition 1990). New York: St Martin's Press, 1990,
- Jacques-Alphonse Mahul, Annuaire nécrologique, ou Supplément annuel et continuation de toutes les biographies ou dictionnaires historiques, 3e année, 1822, Paris : Ponthieu, 1823, p. 324–331
- La biographie annuelle et nécrologie, volume 6, Londres : A. & R. Spottiswoode, New-Street-Square, 1822, pages 308-330
- Palgrave, Robert Harry Inglis, Sir, Dictionary of Political Economy Volume 3, Londres : Macmillan 1915–1917, pages 390-392
- (en) « John Baker Holroyd (1er comte de Sheffield) », dans Encyclopædia Britannica [détail de l’édition], vol. 27, 1911 (lire sur Wikisource).
- Williams, James (1891). «Holroyd, John Baker». Dans Lee, Sidney (éd.). Dictionnaire de biographie nationale . 27 . Londres: Smith, Elder & Co.